# 塩浜 (川崎市)
塩浜（しおはま）は、神奈川県川崎市川崎区の地名。現行行政地名は塩浜1丁目から塩浜4丁目。住居表示実施済み区域。

## 地理
川崎区の東部に位置し、東と南東と南に夜光、南西に池上新町、西に四谷下町、北西に昭和と日ノ出、北に田町と接している。

## 歴史

### 沿革
- 1936年（昭和11年）3月 - 池上新田の一部を分離し、塩浜町を新設。
- 1966年（昭和41年）7月1日 - 住居表示の実施に伴い、塩浜町と大師河原字塩浜耕地、池上新田字再開浜の各一部[6]から塩浜1丁目、塩浜2丁目を新設。
- 1967年（昭和42年）10月4日 - 住居表示の実施に伴い、大師河原字塩浜耕地の残部、池上新田の飛地[7]から塩浜3丁目、塩浜4丁目を新設。
- 1972年（昭和47年）4月1日 - 川崎市が政令指定都市の制定に伴い、川崎区が新設。川崎市川崎区塩浜（1〜4丁目）となる[5][8]。

## 世帯数と人口
2025年（令和7年）6月30日現在（川崎市発表）の世帯数と人口は以下の通りである。
| 丁目      | 世帯数    | 人口    |
| --------- | --------- | ------- |
| 塩浜1丁目 | 594世帯   | 1,217人 |
| 塩浜2丁目 | 432世帯   | 653人   |
| 塩浜3丁目 | 318世帯   | 429人   |
| 塩浜4丁目 | 51世帯    | 56人    |
| 計        | 1,394世帯 | 2,355人 |

### 人口の変遷
国勢調査による人口の推移。
| 年                 | 人口  |
| ------------------ | ----- |
| 1995年（平成7年）  | 1,752 |
| 2000年（平成12年） | 1,679 |
| 2005年（平成17年） | 2,237 |
| 2010年（平成22年） | 2,393 |
| 2015年（平成27年） | 2,455 |
| 2020年（令和2年）  | 2,395 |

### 世帯数の変遷
国勢調査による世帯数の推移。
| 年                 | 世帯数 |
| ------------------ | ------ |
| 1995年（平成7年）  | 738    |
| 2000年（平成12年） | 689    |
| 2005年（平成17年） | 973    |
| 2010年（平成22年） | 1,142  |
| 2015年（平成27年） | 1,199  |
| 2020年（令和2年）  | 1,295  |

## 学区
市立小・中学校に通う場合、学区は以下の通りとなる（2025年1月時点）。
| 丁目      | 番・番地等 | 小学校             | 中学校               |
| --------- | ---------- | ------------------ | -------------------- |
| 塩浜1丁目 | 全域       | 川崎市立四谷小学校 | 川崎市立南大師中学校 |
| 塩浜2丁目 | 全域       | 川崎市立四谷小学校 | 川崎市立南大師中学校 |
| 塩浜3丁目 | 全域       | 川崎市立四谷小学校 | 川崎市立南大師中学校 |
| 塩浜4丁目 | 1～11番    | 川崎市立四谷小学校 | 川崎市立南大師中学校 |
| 塩浜4丁目 | 12～14番   | 川崎市立殿町小学校 | 川崎市立大師中学校   |

## 事業所
2021年（令和3年）現在の経済センサス調査による事業所数と従業員数は以下の通りである。
| 丁目      | 事業所数  | 従業員数 |
| --------- | --------- | -------- |
| 塩浜1丁目 | 59事業所  | 814人    |
| 塩浜2丁目 | 69事業所  | 902人    |
| 塩浜3丁目 | 109事業所 | 1,889人  |
| 塩浜4丁目 | 49事業所  | 955人    |
| 計        | 286事業所 | 4,560人  |

### 事業者数の変遷
経済センサスによる事業所数の推移。
| 年                 | 事業者数 |
| ------------------ | -------- |
| 2016年（平成28年） | 297      |
| 2021年（令和3年）  | 286      |

### 従業員数の変遷
経済センサスによる従業員数の推移。
| 年                 | 従業員数 |
| ------------------ | -------- |
| 2016年（平成28年） | 3,852    |
| 2021年（令和3年）  | 4,560    |

## 施設
- 川崎貨物駅（JR貨物）
- 川崎市バス塩浜営業所
- 川崎鶴見臨港バス塩浜営業所
  - 2つの営業所は異なる場所に所在する。

## その他

### 日本郵便
- 郵便番号 : 210-0826[3]（集配局 : 川崎港郵便局[19]）

### 警察
町内の警察の管轄区域は以下の通りである。
| 丁目      | 番・番地等 | 警察署         | 交番・駐在所 |
| --------- | ---------- | -------------- | ------------ |
| 塩浜1丁目 | 全域       | 川崎臨港警察署 | 出来野交番   |
| 塩浜2丁目 | 全域       | 川崎臨港警察署 | 出来野交番   |
| 塩浜3丁目 | 全域       | 川崎臨港警察署 | 出来野交番   |
| 塩浜4丁目 | 全域       | 川崎臨港警察署 | 出来野交番   |